# شیشه شناور
شیشه شناور یک ورق شیشه ایی است که توسط شیشه مذاب شناور بر روی بستری از فلز مذاب (معمولاً قلع) ساخته می‌شود البته در گذشته از فلزاتی چون سرب و آلیاژهایی با نقطه ذوب پایین استفاده می‌شد. با این روش ورق تولید شده دارای سطح بسیار صاف و ضخامت یکنواخت در طول خود می‌باشد. امروزه پنجره‌های جدید از شیشه‌های شناور ساخته می‌شوند، ماده اولیه اکثریت شیشه‌های شناور از جنس شیشه‌های آهک سوددار می‌باشند اما مقادیر نسبتاً اندکی نیز به بوروسیلیکات اختصاص می‌یابد، از این شیشه‌ها بیشتر در فرایند ذوب شیشه استفاده می‌کنند نام دیگر فرایند تولید شیشه شناور پیلکینگتون(Pilkington) می‌باشد چراکه تکنیک ساخت این نوع شیشه توسط آقای الستر پیلکینگتون(Alastair pilkington) در سال ۱۹۵۰ اختراع شده‌است.

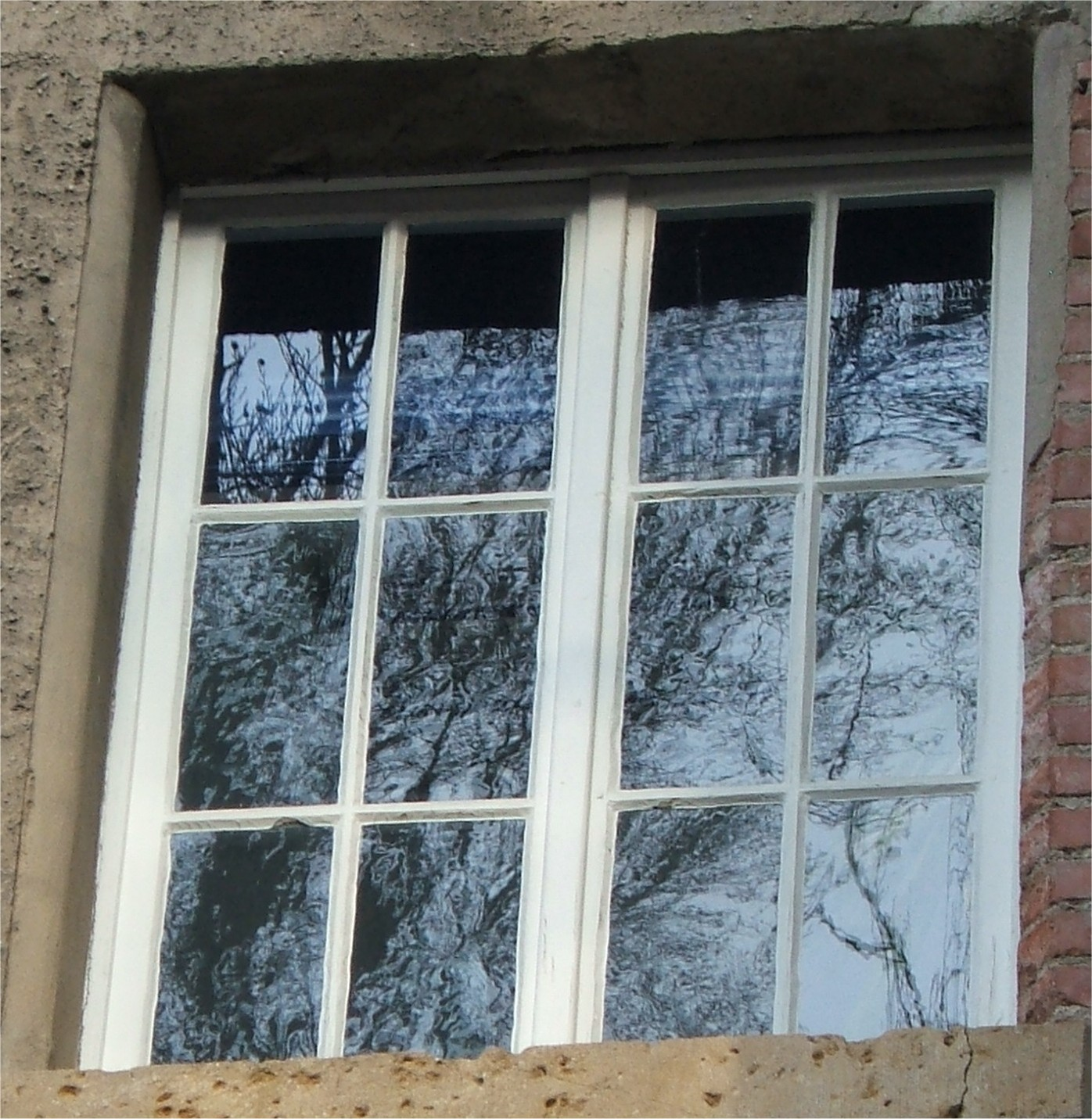
شیشهٔ شناور در قالب پنجره ساختمان

## تاریخچه شیشه شناور
در گذشته پنجره‌های شیشه ایی به وسیله دمیدن در بطری‌های شیشه ایی یا طویل کردن دیسک‌های شیشه ایی ساخته می‌شدند. ابتدا بطری‌ها به قطعات کوچک‌تر تقسیم شده سپس این قطعات مسطح می‌شدند و از این صفحات مسطح بزرگ شیشه پنجره بریده می‌شد الستر پیلکینگتون(Pilkington)در بسیاری از منابع معتبر به عنوان مخترع فرایند شیشه شناور شناخته شده‌است. اگر چه این فرایند اولین بار به نام هنری بسمر(Henry besseme) مهندس انگلیسی در سال ۱۸۴۸ به ثبت رسیده است. پیش از توسعهٔ شیشه‌های شناور ورق‌های بزرگ شیشه توسط فرایند ریخته‌گری در داخل یک گودال شیشه ایی بر روی یه سطح آهنی ساخته می‌شد سپس به وسیله سنگ زنی و پرداخت سطح آن را صاف و شفاف می‌کردند که فرایند پر هزینه ایی بود. در حال حاضر استانداردترین روش برای تولید شیشه در جهان، فرایند تولید شیشه شناور می‌باشد، هم‌اکنون بیش از ۹۰٪ تولیدات شیشه جهان از نوع شناور است یکی از مهم‌ترین ویژگی این نوع شیشه‌ها عدم وجود موج یا اعوجاج می‌باشد.

## اصول اولیه فرایند شیشه شناور
شیشه مذاب پس از خروج از کوره وارد قسمتی به نام حمام قلع می‌گردد و در این حمام روی بستری از قلع مذاب پخش شده و توسط غلطک‌های انتهای حمام تحت کشش قرار می‌گیرد این حمام قلع ۴تا۶ متر عرض و ۳۰ متر طول دارد برای جلوگیری از اینکه سطح قلع با اکسیژن موجود در هوا اکسید شود بر روی حمام قلع یک گاز محافظ قرار داده شده‌است، این فضای گازی می‌بایست به دقت کنترل شود چرا که ترکیبات آن می‌تواند بر ویژگی‌های تماس شیشه و قلع تأثیرگذار باشد و همین مسئله به‌طور مستقیم بر ضخامت ورق شیشه اثر می‌گذارد. شیشه به صورت نوارهای طویل بر روی قلع شناور می‌شود در زمانی که اولین تماس شیشه با قلع اتفاق می‌افتد دمای فلز مایع ۶۰۰ درجه سانتی گراد می‌باشد قلع تنها فلزی است که در دمای ۶۰۰ درجه سانتی گراد در حالت مایع باقی می‌ماند. در حین عمل کشش، نوار مذاب شکل ثابتی به خود گرفته و بتدریج که به انتهای حمام می‌رسد، دمایش کاهش یافته و به صورت ورقه‌ای سفت و شکل گرفته از روی بستر حمام قلع جدا می‌شود. بلافاصله پس از خروج از محفظه شناور، غلطکی خاص شیشه را بلند کرده به یک گرمخانه(annealing lehr) که در دمای ۲۰۰ درجه سانتی گراد قرار دارد وارد می‌کند که عمل تنش‌زدایی روی آن در این قسمت انجام می‌گیرد. (تا به حال دانشمندان تلاش‌های زیادی را در جهت قانونمندکردن این فرایند از نظر فیزیک به مرحله اجرا گذاشته‌اند و تاکنون مقالات متعددی را در زمینه مدلسازی و شبیه‌سازی حرارتی و سیالاتی آن به‌طور سربسته ارائه نموده‌اند). پس از مرحلهٔ گرمخانه شیشه بر روی غلطکی در محیط باز تا دمای محیط سرد می‌شود سپس در ابعاد مشخص برش خورده و بسته‌بندی می‌شود و برای نگهداری به انبار انتقال داده می‌شود. همچنین گاهی پس از مرحله برش به منظور پردازش بیشتر برای تبدیل به شیشه‌های ایمنی، شیشه رفلکس، شیشه‌های خود تمیز کن، آینه یا شیشه‌های دو و چند جداره به واحدهایی با فرایندها ی خاص دیگر منتقل می‌شوند. ضخامت شیشه‌های شناور می‌تواند در بازهٔ ۱٫۵ تا ۲۰ میلی‌متر ساخت شود. دو روش به منظور به انجام رساندن این فرایند وجود دارد به منظور تولید شیشه شناور نازک، غلطک‌ها، سرعت و عرض نوار شیشه را کنترل می‌کنند. به منظور تولید شیشه شناور ضخیم، شیشه در برابر موانع گرافیتی شناور می‌شود، بنابراین نوار شیشه ضخیم‌تر جاری می‌گردد. در نهایت عرض و ضخامت مورد نظر را می‌توان به‌دست آورد. از آنجایی که شیشه‌های شناور انواع مختلفی دارند فرایند تولید شیشه شناور را می‌توان به پنج مرحلهٔ کلی تقسیم کرد.

### ۱-ترکیبات مواد خام
اجزای اصلی شیشه از جنس آهک سوددار، ماسهٔ سیلیس ۷۳٪، اکسید کلسیم ۹٪، کربنات سدیم ۱۳٪، منیزیم ۴٪ به دقت وزن شده و مخلوط می‌شوند سپس به شیشه بازیافتی (کولت) اضافه می‌گردد. استفاده از شیشه بازیافتی مصرف گاز طبیعی را کاهش می‌دهد، مواد مورد نظر تست و ذخیره می‌شوند و برای فرایند مخلوط شدن تحت کنترل کامپیوتری قرار می‌گیرند.

### ۲-ذوب شدن مواد اولیه در کوره
مقادیری از مواد اولیه از سیلوهای مخلوط وارد یک کورهٔ پنج جداره می‌شوند در دمای ۱۵۰۰ درجه سانتی گراد ذوب می‌شوند.

### ۳-کشیدن شیشه مذاب به داخل حمام قلع
شیشه مذاب بر روی یک حمام قلع مذاب در دمای ۱۰۰۰ درجه سانتی گراد شناور می‌شود. شیشه مذاب به شکل نواری با ضخامت تقریبی ۳تا ۲۰ میلی‌متر و عرض ۳۲۱۰ میلی‌متر تبدیل می‌شود. شیشه که در این حالت دارای ویسکوزیته بالا می‌باشد با فلز قلع که به شدت مایع است مخلوط نشده و سطح تماس این دو ماده کاملاً صاف می‌باشد.

### ۴-فرایند سرد و سخت کردن در گرما خانه (annealing lehr)
زمانی که شیشه حمام قلع مذاب را ترک می‌کند دمایی برابر با 600C دارا می‌باشد. به منظور سرد کردن وارد محفظه ایی به نام گرمکن lehr می‌شود شیشه در حال حاضر به اندازه کافی سخت شده‌است که بتواند بر روی غلطک‌ها قرار گیرد همچنین تحت فرایند آنیل تنش‌های درونی آن تعدیل شده‌است بنابراین این عملیات‌ها شیشه را قادر می‌سازد که مورد برش قرار گیرد و می‌توان از صافی شیشه اطمینان حاصل کرد از آنجایی که هر دو سطح آن با آتش به پایان رسیده‌اند نیازی به عملیات سنگ زنی یا پرداخت ندارند و شیشه دارای سطحی صاف و ضخامتی یکپارچه می‌باشد.

### ۵-کنترل کیفیت، برش خودکار و ذخیره‌سازی
پس از سرد شدن شیشه تحت کنترل کیفیت دقیق قرار گرفته و شسته می‌شود. سپس به صورت ورق‌هایی با اندازه‌های ۳۲۱۰*۶۰۰۰ میلی‌متر بریده شده و بسته‌بندی گردیده و آمادهٔ حمل و نقل می‌شود.

## کاربردها
شیشه شناور به عنوان لعاب در هر جایی از ساختمان که به شفافیت نیاز دارد مورد استفاده قرار می‌گیرد.
از آن به عنوان ماده اصلی برای شیشه ایمنی، شیشه رفلکس و شیشه‌ای خود تمیز کن، استفاده می‌شود.
از آن می‌توان در امور مکانیک دقیق استفاده کرد به خصوص در زمان‌ها یی که به صافی سطح بسیار بالایی نیاز است به عنوان مثال برای نمایش بصری